# Foro Económico Mundial
El Foro Económico Mundial (FEM), también llamado Foro de Davos, es una organización no gubernamental internacional con sede en Cologny, que se reúne anualmente en Davos (Suiza), y que sobre todo es conocida por su asamblea anual en esta localidad. Allí se reúnen los principales líderes empresariales, los líderes políticos internacionales, así como periodistas e intelectuales selectos, a efectos de analizar los problemas más apremiantes que afronta el mundo, y entre ellos, la salud y el medio ambiente desde 1971.
El Foro también organiza la Asamblea Anual de Nuevos Campeones en China y una serie de asambleas regionales durante el año. En 2008, dichas asambleas regionales incluyeron reuniones en Europa y Asia Central, Asia Oriental, la Mesa Redonda de Directores Ejecutivos de Rusia, África, Oriente Medio, así como el Foro Económico Mundial en Latinoamérica.
Durante 2008, se lanzó la Cumbre Inaugural sobre la Agenda Global en Dubái, con la presencia de setecientos expertos mundiales de cada sector que trataron sesenta y ocho cambios globales identificados por el Foro.
El Foro Económico Mundial fue fundado en 1971 por Klaus M. Schwab, profesor de economía en Suiza. Además de asambleas, el Foro genera una serie de informes de investigación e involucra a sus miembros en iniciativas específicas de cada sector.
El FEM aboga por un mundo globalizado gobernado por una coalición de corporaciones multinacionales, gobiernos y organizaciones de la sociedad civil seleccionadas en lugar de las estructuras democráticas clásicas, lo que ha hecho a través de iniciativas como el Great Reset y el «Rediseño Global».
El Foro Económico Mundial y su reunión anual en Davos son criticados por el coste público de la seguridad, mientras que ha acumulado varios cientos de millones de francos suizos en reservas y no paga impuestos federales, por la creación de una élite mundial rica sin vínculos con las sociedades más amplias; se critican los procesos de toma de decisiones, las cuestiones de género y la falta de transparencia financiera. En respuesta a las críticas de la sociedad civil suiza, el gobierno federal suizo decidió en febrero de 2021 reducir sus contribuciones anuales al FEM.

## Organización

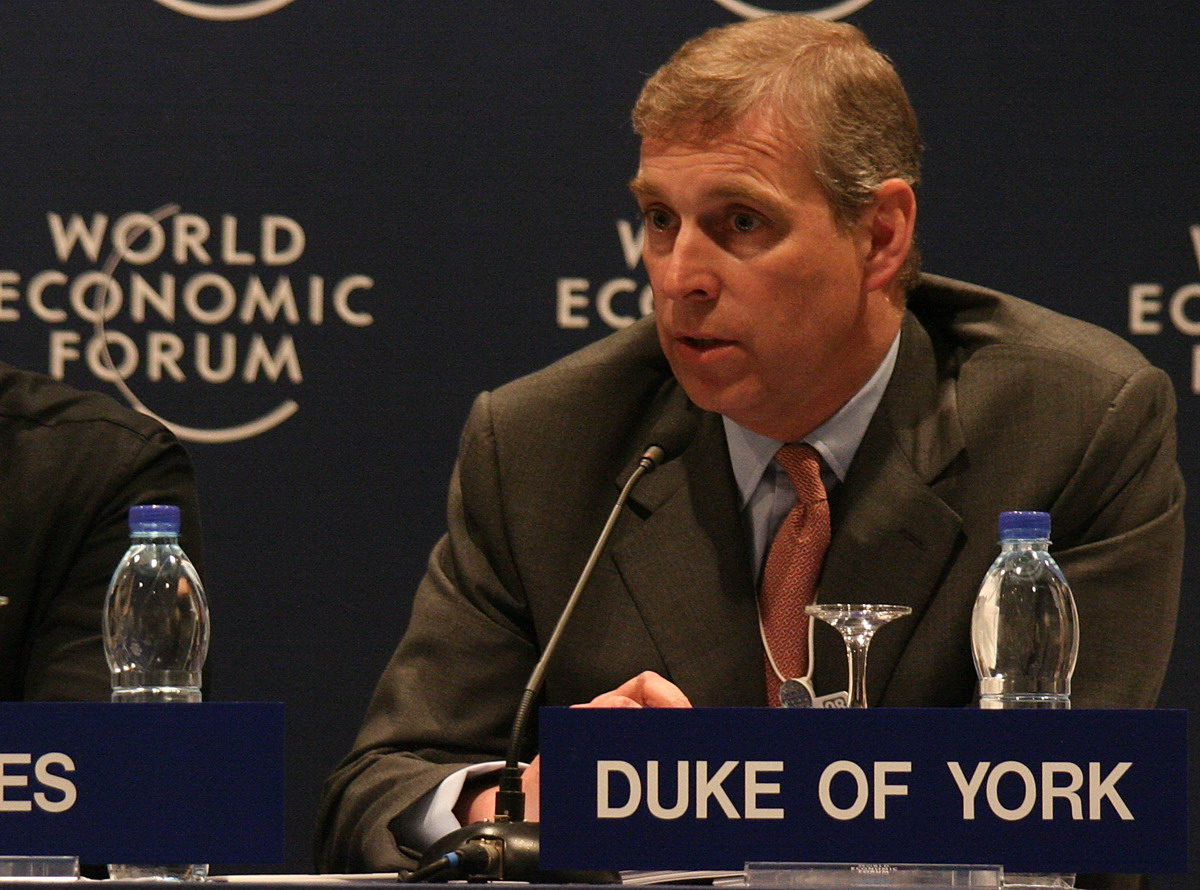
El Príncipe Andrés en su papel de enviado especial del Reino Unido para el Comercio Internacional y la Inversión en el FEM sobre Oriente Medio, 2008.

El Foro posee su sede central en Cologny, Ginebra, Suiza. En 2006, el Foro abrió sus oficinas regionales en Pekín, China y Nueva York, Estados Unidos. Es una organización sin fines de lucro, y no está ligada a intereses políticos, partidarios ni nacionales. Posee carácter de veedor del Consejo Económico y Social de las Naciones Unidas y se encuentra bajo la supervisión del Gobierno Federal Suizo. Su principal organismo de control es el Directorio, formado por 24 miembros, entre ellos, Al Gore y la reina Rania Al Abdullah. La misión del Foro está relacionada con «el compromiso de mejorar la situación del mundo».
Durante la Asamblea Anual de cinco días en 2009, más de 2500 participantes de 91 países se reunieron en Davos. Entre ellos, más de 1170 directores ejecutivos y presidentes de las empresas mundiales líderes y 219 personalidades públicas, de los cuales cabe destacar 40 jefes de Estado o gobierno, 64 ministros de gabinete, 30 directores o funcionarios sénior de organizaciones internacionales y 10 embajadores. Además contó con participantes civiles, entre ellos, 32 directores o representantes de organizaciones no gubernamentales, 225 líderes del ámbito periodístico, 149 líderes de instituciones académicas y grupos de pensamiento, 15 líderes religiosos de distintos credos y 11 líderes sindicales.

### Membresía

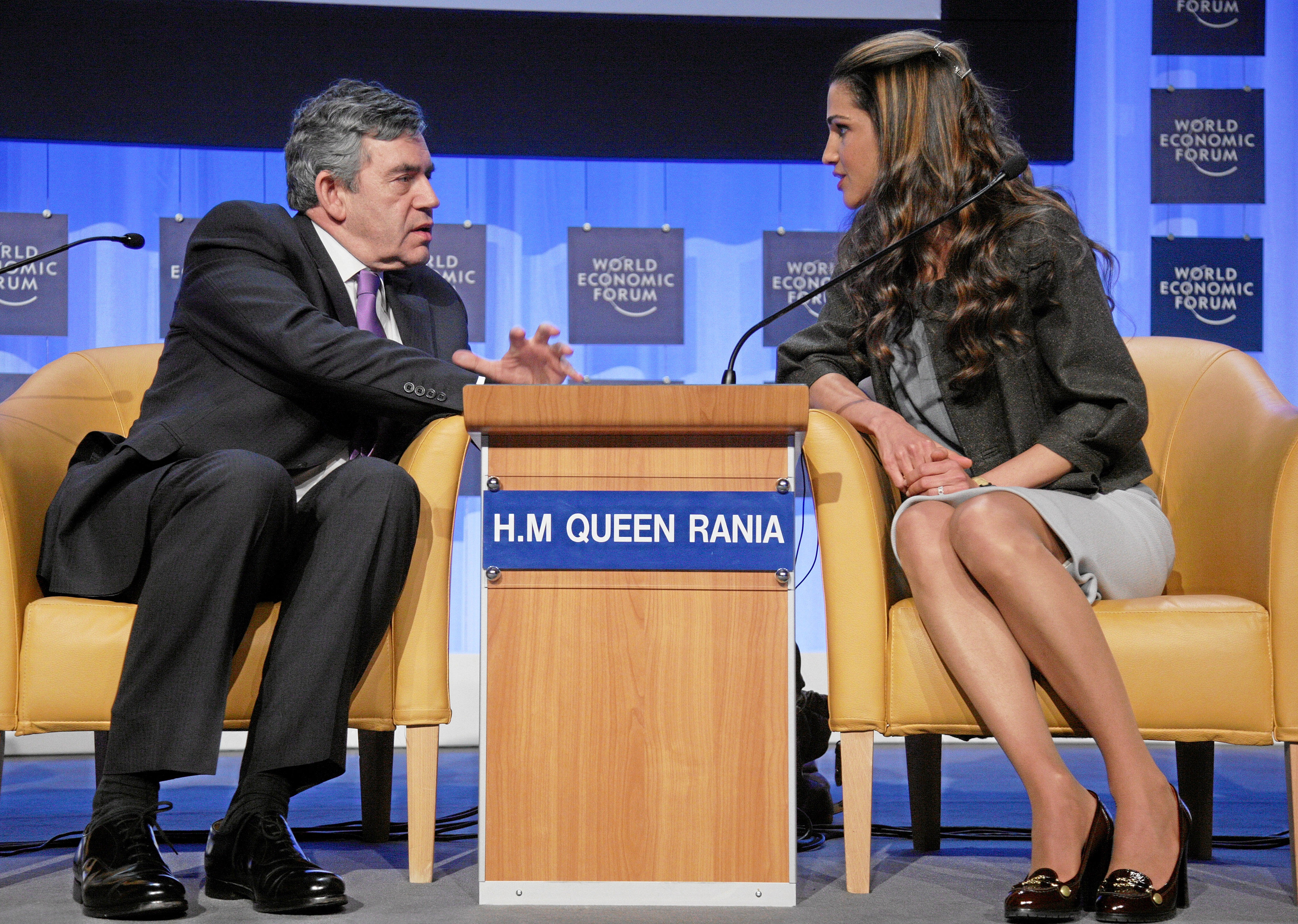
Gordon Brown, primer ministro del R. U. (2007-2010), y la reina Rania de Jordania, durante la Reunión Anual 2008 del FEM.

El Foro se financia con las contribuciones de unas mil empresas miembro. La empresa miembro típica es una empresa global con más de cinco mil millones de dólares de facturación. Esto último puede variar por industria y por región. Además, estas empresas se clasifican entre las principales empresas de su industria o país (generalmente según la facturación en millones de dólares estadounidenses; para las instituciones financieras, los criterios corresponden a los activos) y juegan un rol de liderazgo para forjar el futuro de sus industrias o regiones, según lo determinado por el comité de selección del Foro.
Desde 2005, cada empresa miembro abona un arancel anual básico por membresía de 42 500 CHF y un arancel anual por asamblea de 18 000 CHF, que cubre la participación del Director Ejecutivo en la reunión anual en Davos. Los asociados industriales y estratégicos pagan 250 000 CHF y 500 000 CHF respectivamente, lo que les permite tener una función más destacada en las iniciativas del Foro.
Los asociados industriales provienen de una amplia variedad de sectores empresariales, entre ellos, construcción, aviación, tecnología, turismo, alimentos y bebidas, ingeniería y servicios financieros. Estas empresas conocen muy bien los problemas mundiales que más afectan a su sector industrial específico.

### Consejo de administración
El FEM está presidido por su Fundador y Presidente Ejecutivo Klaus Schwab y cuenta con la asistencia de una Junta Directiva compuesta por personalidades empresariales, políticas, económicas, académicas y de la sociedad civil.
A 16 de enero de 2023, eran miembros: Mukesh Ambani, Marc Benioff, Peter Brabeck-Letmathe, Thomas Buberl, Laurence D. Fink, Chrystia Freeland, Orit Gadiesh, Kristalina Georgieva, Fabiola Gianotti, Al Gore, André Hoffmann, Paula Ingabire, Joe Kaeser, Christine Lagarde, Yo-Yo Ma, Patrice Motsepe, Ngozi Okongo-Iweala, Lubna S.Olayan,  Reina Rania de Jordania, L. Rafael Reif, David Rubenstein, Mark Schneider, Klaus Schwab, Tharman Shanmugaratnam, Jim Hagemann Snabe, Julie Sweet, Feike Sijbesma, Heizō Takenaka, Zhu Min, Daniel Spanchis.

## Actividades

### Asamblea Anual en Davos
El evento representativo del Foro es la Asamblea Anual que se lleva a cabo a fines de enero en Davos. La asamblea en el complejo turístico de los Alpes suizos reúne a los Directores Ejecutivos de las 1000 empresas miembro del Foro, además de políticos selectos, representantes de academias, organizaciones no gubernamentales, líderes religiosos y los medios de comunicación. La participación en la Asamblea Anual es solamente por invitación. Alrededor de 2200 participantes se reúnen para el evento de cinco días y asisten a aproximadamente 220 sesiones del programa oficial. Los foros de debate tratan asuntos fundamentales de preocupación global (como conflictos internacionales, pobreza y problemas medioambientales) y sus posibles soluciones. En total, cerca de 500 periodistas de medios de comunicación en línea, prensa, radio y televisión participan de la Asamblea Anual. Los medios de comunicación tienen acceso a todas las sesiones del programa oficial, y algunas de ellas se transmiten por Internet.
Todos los debates plenarios de Davos también se encuentran disponibles en YouTube, las fotografías se encuentran disponibles de manera gratuita en Flickr y las citas más importantes se encuentran disponibles en Twitter. En 2007, el Foro abrió páginas en plataformas de medios de comunicación sociales como MySpace y Facebook. Durante la Asamblea Anual de 2009, el Foro invitó al público general a participar de los debates de Davos a través de YouTube y se permitió que un usuario asista en persona a la Asamblea Anual. En 2008, la pregunta de Davos en YouTube permitió que los usuarios de YouTube interaccionen con los líderes mundiales reunidos en Davos y se alentó a dichos líderes a responder desde YouTube Video Corner en el centro del congreso. Desde 2008, las conferencias de prensa del Foro se transmiten en vivo en Qik Mogulus lo que permite a cualquier persona realizar preguntas a los oradores. En 2006 y 2007, se entrevistaron a participantes selectos en el auditorio de Reuters en Second Life y también se transmitió la sesión de cierre por ese medio.
Temas centrales de Asamblea Anual
- 1988: El nuevo estado de la economía mundial.
- 1989: Principales acontecimientos de los años 90: Implicaciones para las empresas mundiales.
- 1990: Cooperación competitiva en una década de turbulencias.
- 1991: La nueva dirección para el liderazgo.
- 1992: Cooperación y megacompetición.
- 1993: La recuperación global.
- 1994: Redefinición de los puntos básicos de la globalización.
- 1995: Desafíos más allá del crecimiento.
- 1996: Globalización de la economía mundial.
- 1997: Construyendo la sociedad de la Red.
- 1998: Prioridades para el siglo XXI. Crisis asiática y el nacimiento del euro.
- 1999: El impacto de la globalización (Pacto Global).
- 2000: Internet y la ingeniería genética.
- 2001: ¿Cómo mantener el crecimiento y crear puentes que terminen con las divisiones?: un marco de acción para el futuro global.
- 2002: El liderazgo en tiempo de fragilidad: una visión para un futuro común.
- 2003: Construyendo confianza.
- 2004: Asociarse para la prosperidad y la seguridad.
- 2005: Decisiones contundentes para los tiempos difíciles.
- 2006: Compartiendo seguridad y prosperidad.
- 2007: El imperativo de la creatividad.
- 2008: El poder de innovar a través de la colaboración.
- 2009: Mejorar el estado del mundo: Repensar, rediseñar, reconstruir.
- 2010: Repensar, rediseñar, reconstruir.
- 2011: Normas compartidas para la nueva realidad.
- 2012: La Gran Transformación: pensando nuevos modelos.
- 2013: Fortaleza dinámica en alusión a las recientes transformaciones económicas.
- 2014: Reformar al mundo: consecuencias para la sociedad, la política y los negocios.
- 2015: El nuevo contexto global.
- 2016: La Cuarta Revolución Industrial.
- 2017: Liderazgo receptivo y responsable.
- 2018: Creando un futuro compartido en un mundo fracturado.
- 2019: Globalización 4.0: dando forma a una arquitectura global en la era de la cuarta revolución industrial.
- 2020: Grupos de interés para un mundo coherente y sostenible.
- 2021: Año crucial para reconstruir la confianza.
- 2022: La historia en un punto de inflexión.
- 2023: Cooperación en un mundo fragmentado.
- 2024: Reconstruir la confianza.
- 2025: Colaboración para la Era Inteligente.

#### Participantes
En 2008, aproximadamente 250 personalidades públicas (jefes de Estado o gobierno, ministros de gabinete, embajadores, directores o funcionarios sénior de organizaciones internacionales) asistieron a la Asamblea Anual, entre ellos: Abdoulaye Wade, Abdullah Ahmad Badawi, Álvaro Uribe Vélez, Anders Fogh Rasmussen, Ban Ki-moon, Condoleezza Rice, Emilio Lozoya Austin, Ferenc Gyurcsány, François Fillon, Gloria Macapagal Arroyo, Gordon Brown, Hamid Karzai, Ilham Aliyev, Jan Peter Balkenende, Lee Bollinger, Lee Hsien Loong, Pervez Musharraf, Rania Al Abdullah, Salam Fayyad, Sali Berisha, Shimon Peres, Umaru Musa Yar'adua, Valdas Adamkus, Yasuo Fukuda, Viktor A. Yushchenko y Zeng Peiyan.
Al Gore, Bill Clinton, Bono, Paulo Coelho y Tony Blair (miembro del Consejo de la Fundación del Foro Económico Mundial) también asisten regularmente a Davos. Algunos asistentes anteriores incluyen a Angela Merkel, Dmitri Medvédev, Henry Kissinger, Nelson Mandela, Raymond Barre y Yasser Arafat.
Los participantes de la Asamblea Anual fueron denominados por Samuel P. Huntington como «Hombres de Davos», en referencia a la elite global cuyos miembros se consideran completamente internacionales.

### Asamblea Anual de Nuevos Campeones
En 2007, el Foro estableció la Asamblea Anual de Nuevos Campeones (también denominada «Davos de Verano») que se realiza anualmente en China. Ésta es una asamblea para las empresas que el Foro denomina Empresas de Crecimiento Global. Estas son empresas líderes que principalmente pertenecen a países emergentes de rápido crecimiento, como China, India, Rusia y Brasil, pero también incluye empresas de rápido movimiento de países desarrollados. La asamblea también convoca a la próxima generación de líderes globales, a las regiones de rápido crecimiento, las ciudades competitivas y los pioneros tecnológicos de todo el mundo.

### Asambleas regionales
Cada año se llevan a cabo aproximadamente diez asambleas regionales, lo que permite un contacto cercano entre líderes empresariales corporativos, líderes de gobiernos locales y organizaciones no gubernamentales. Las asambleas se realizan en África, Asia Oriental, Latinoamérica y Oriente Medio. La combinación de países anfitriones varía de un año a otro, pero China e India han sido constantes anfitriones durante la última década.

### Líderes Jóvenes del Mundo

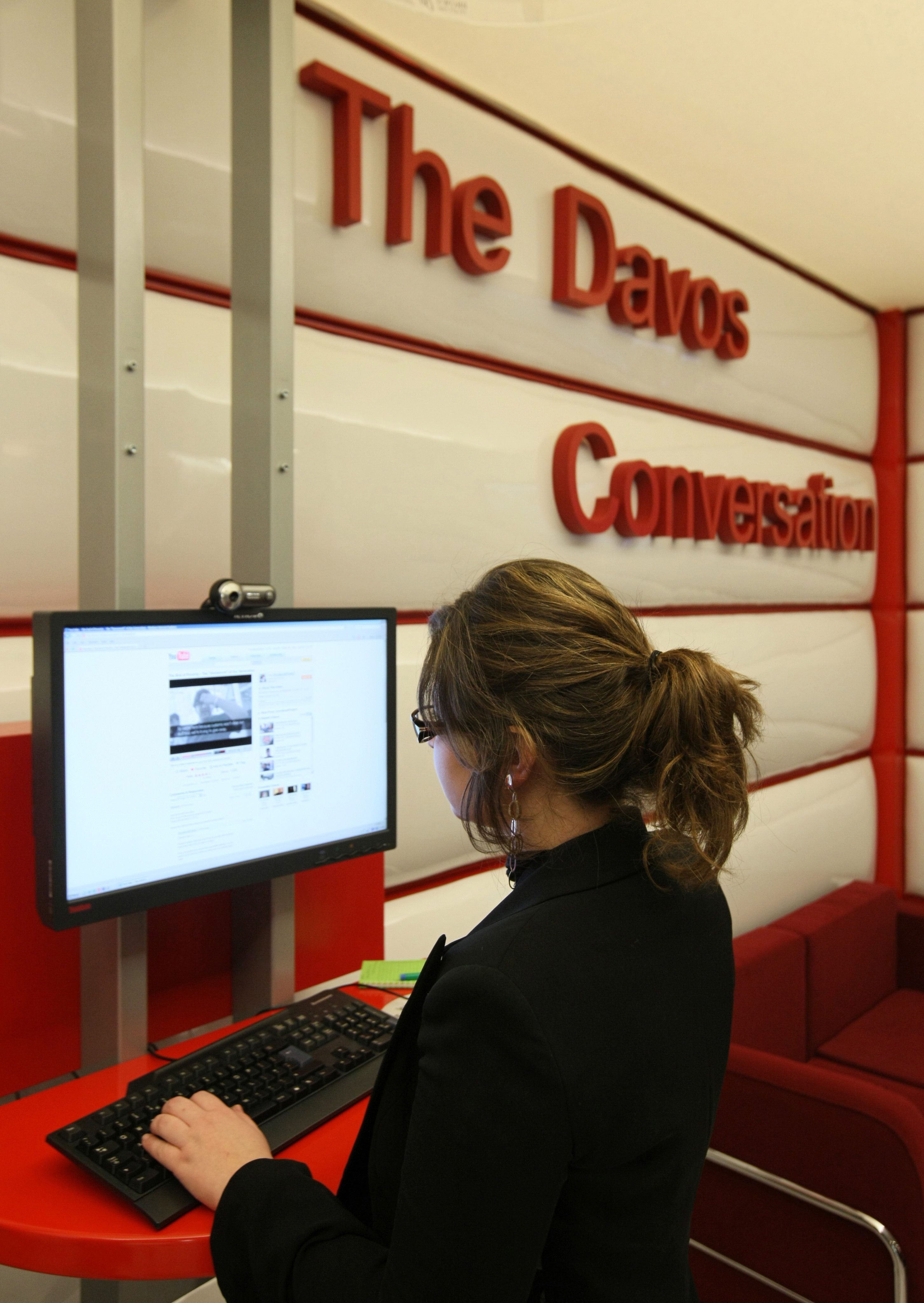
Rincón de Conversación en Davos, implementado a través de YouTube, durante la Asamblea Anual 2008 del Foro Económico Mundial.

En 2005, el Foro estableció la comunidad de Líderes Jóvenes del Mundo, que sucedió a la comunidad de Líderes Mundiales del Mañana, compuesta por líderes de todo el mundo, de menos de 40 años, y de miles de disciplinas y sectores. Los líderes participan de la «Iniciativa 2030»: la creación de un plan de acción para alcanzar la visión de cómo será el mundo en 2030. Entre los Líderes Jóvenes del Mundo se encuentran: Shai Agassi, Anousheh Ansari, María Consuelo Araújo, Lera Auerbach, Sergey Brin, Tyler Brûlé, Patrick Chappatte, Olafur Eliasson, Rahul Gandhi, Silvana Koch-Mehrin, Tariq Krim, Irshad Manji, la princesa Matilde de Bélgica, Aditya Mittal, Gavin Newsom, Larry Page, Andrea Sanke, Anoushka Shankar, Peter Thiel, Karim Meïssa Wade, Niklas Zennström, Félix Maradiaga, Pablo Arosemena Marriott entre otros. Anualmente, se seleccionan nuevos miembros. El número de Líderes Jóvenes del Mundo que conformarán el Foro llegará a 1111 miembros.[cita requerida][¿cuándo?]

### Emprendedores sociales
Desde el año 2000, el Foro ha promovido modelos desarrollados por los emprendedores sociales líderes del mundo, en estrecha colaboración con la Schwab Foundation for Social Entrepreneurship. La fundación destaca los emprendimientos sociales como elementos fundamentales para el avance de las sociedades y el tratamiento de problemas sociales. Se invita a emprendedores sociales selectos a participar de las asambleas regionales y de las Asambleas Anuales del Foro, en donde tendrán la oportunidad de conocer a directores ejecutivos y funcionarios gubernamentales sénior. Durante la Asamblea Anual de 2003, por ejemplo, Jeroo Bilimoria conoció a Roberto Blois, Subsecretario General de la Unión Internacional de Telecomunicaciones, un encuentro que produjo una asociación fundamental para la organización Child Helpline International.

### Informes de investigación

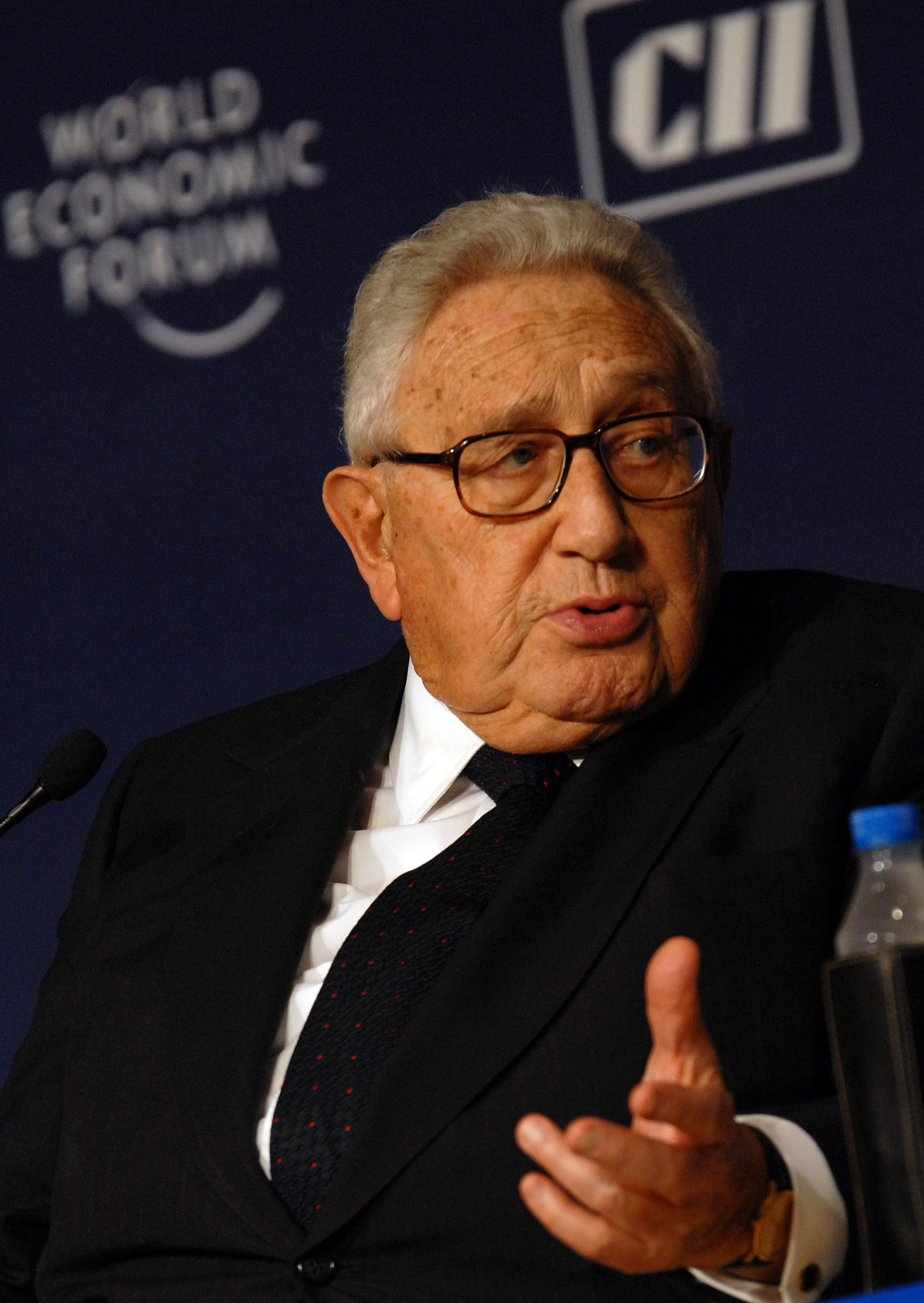
Henry Kissinger, en la Cumbre Económica India del FEM, celebrada en Nueva Delhi en noviembre de 2008.

El Foro también funciona como grupo de pensamiento y publica una amplia variedad de informes centrados en asuntos de importancia y preocupación para las comunidades del Foro. En particular, los Equipos de Pensamiento Estratégico del Foro se centran en la producción de informes de importancia en los campos de competitividad, riesgos globales y planificación de situaciones.
El Competitiveness Team produce una variedad de informes económicos anuales (primera publicación entre paréntesis): el Informe Global de Competitividad (1979) calcula la competitividad de países y economías; el Informe Global sobre Tecnología de la Información (2001) evalúa la competitividad según la disponibilidad de la TI; el Informe de la Brecha Global de Género (2005) examina áreas críticas de desigualdad entre hombres y mujeres; el Informe Global de Riesgos (2006) evalúa los riesgos globales fundamentales; el Competitividad para Viajes y Turismo (2007) calcula la competitividad de viajes y turismo y el Informe Global de Facilitación del Comercio (2008) presenta un análisis entre países de la gran cantidad de medidas que facilitan el comercio entre las naciones.
La Red Global de Riesgos realiza un informe anual que evalúa los riesgos que se consideran globales, que tienen importancia entre industrias, que son inciertos, que pueden causar daños económicos por más de US$10 000 millones, que pueden causar gran sufrimiento humano y que requieren un enfoque multidisciplinario para poder mitigarse.
El equipo de planificación de situaciones desarrolla una variedad de informes sobre situaciones regionales, centradas en industrias y específicas para ciertos problemas, diseñados para desafiar el razonamiento de los lectores, crear conciencia sobre los factores críticos subyacentes y estimulan ideas nuevas sobre el futuro. Los recientes informes incluyen una publicación importante sobre los impactos a corto y largo plazo de la crisis financiera global de 2008–2009, El futuro del sistema financiero mundial: una mirada a corto plazo y situaciones a largo plazo y situaciones relacionadas con el impacto de los cambios demográficos en la financiación de planes de pensión y asistencia médica, Financiación de cambios demográficos: situaciones relacionadas con los planes de pensión y asistencia médica hacia el 2030.

### Iniciativas
La Iniciativa de Salud Global (Global Health Initiative, GHI) fue lanzada por Kofi Annan en la Asamblea Anual de 2002. La misión de la GHI es realizar negocios con asociaciones públicas y privadas para abordar problemas relacionados con VIH/sida, TB, Malaria y los sistemas de salud.
La Iniciativa de Educación Global (Global Education Initiative, GEI), fue lanzada en la Asamblea Anual de 2003, y ha reunido a empresas de TI con los gobiernos de Jordania, Egipto e India. Esto dio como resultado nuevo hardware para PC en los salones de clase y más profesores locales capacitados en educación a distancia. Esto está produciendo un impacto real en las vidas de los niños. El modelo GEI, escalable y sostenible, se está utilizando como modelo educativo en otros países como Ruanda.
La Iniciativa Medioambiental trata problemas relacionados con el cambio climático y el agua. Durante el «Diálogo de Gleneagles sobre Cambios Climáticos», el gobierno del Reino Unido solicitó al Foro Económico Mundial durante la Cumbre del G8 en Gleneagles, en 2005, que facilite el diálogo con la comunidad empresarial a fin de desarrollar recomendaciones para reducir las emisiones de gases que producen el efecto invernadero. Este conjunto de recomendaciones, firmadas por un grupo global de directores ejecutivos, se presentó a los líderes antes de la Cumbre G8 en Tōyako/Hokkaidō en julio de 2008.
La Iniciativa del Agua reúne a distintas partes interesadas como Alcan, la Agencia Suiza para el Desarrollo y la Cooperación, USAID India, PNUD India, la Confederación de Industrias de la India (CII), el Gobierno de Rayastán y la Fundación empresarial NEPAD para el desarrollo de sociedades públicas y privadas para la administración del agua en Sudáfrica y la India.
En un esfuerzo por combatir la corrupción, los directores ejecutivos de las industrias de ingeniería y construcción, energía y metales y minería lanzaron la Iniciativa de Asociación contra la Corrupción (PACI) en la Asamblea Anual en Davos, en enero de 2004. PACI es una plataforma para el intercambio de ideas entre pares sobre experiencias prácticas y soluciones ante dilemas. Firmaron aproximadamente 140 empresas.
El Gran Reinicio es una propuesta del WEF de planificación económica para reconstruir la economía de manera sostenible después de la pandemia de COVID-19. Fue presentado en mayo de 2020 por el Carlos de Gales del Reino Unido y el director del WEF Klaus Schwab.

### Galardones

#### Programa de Pioneros Tecnológicos
El Programa de Pioneros Tecnológicos reconoce a las empresas de todo el mundo que diseñan y desarrollan nuevas tecnologías. El galardón se otorga a un mínimo de 30 y un máximo de 50 empresas por año. Hasta el año 2008, se ha reconocido a 391 empresas. El galardón se otorgó por primera vez en 2003.
En línea con el compromiso del Foro Económico Mundial de mejorar el estado del mundo, los Pioneros Tecnológicos se integran en las actividades con el objetivo de identificar y tratar problemas de la agenda global de manera anticipada, innovadora y emprendedora. Al reunir a estos ejecutivos con científicos, académicos, organizaciones no gubernamentales y miembros y socios del Foro, el objetivo del Foro es brindar más información sobre los usos de las tecnologías, por ejemplo, la búsqueda de nuevas vacunas, la generación del crecimiento económico y el aumento de la comunicación global.

## Historia
En 1971, Klaus M. Schwab (en aquel entonces, profesor de política empresarial de la Universidad de Ginebra), invitó a 444 ejecutivos de compañías de Europa occidental al primer Simposio de Administración de Europa que se realizó en el Centro de Convenciones de Davos, que había sido construido recientemente. Con el auspicio de la Comisión Europea y las asociaciones industriales europeas, Schwab deseaba introducir las prácticas de administración de los Estados Unidos a las compañías europeas. Luego, fundó el Foro de Administración de Europa como una organización sin fines de lucro con sede en Ginebra y atrajo a los líderes empresariales europeos a Davos para la reunión anual cada mes de enero.
Schwab desarrolló el enfoque de administración de partes interesadas, que basa el éxito corporativo en los gerentes que toman en cuenta todos los intereses: no solo los de las partes interesadas, los clientes y los consumidores, sino también los intereses de los empleados y las comunidades en las cuales está situada la compañía, incluidos los gobiernos. Los eventos de 1973, entre ellos, el mecanismo de tasa de cambio fija de los Acuerdos de Bretton Woods y la guerra árabe-israelí, hicieron que la asamblea anual ampliara su enfoque y se ocupara no solo de asuntos administrativos, sino también de asuntos económicos y sociales, y se invitó por primera vez a líderes políticos a Davos en enero de 1974.

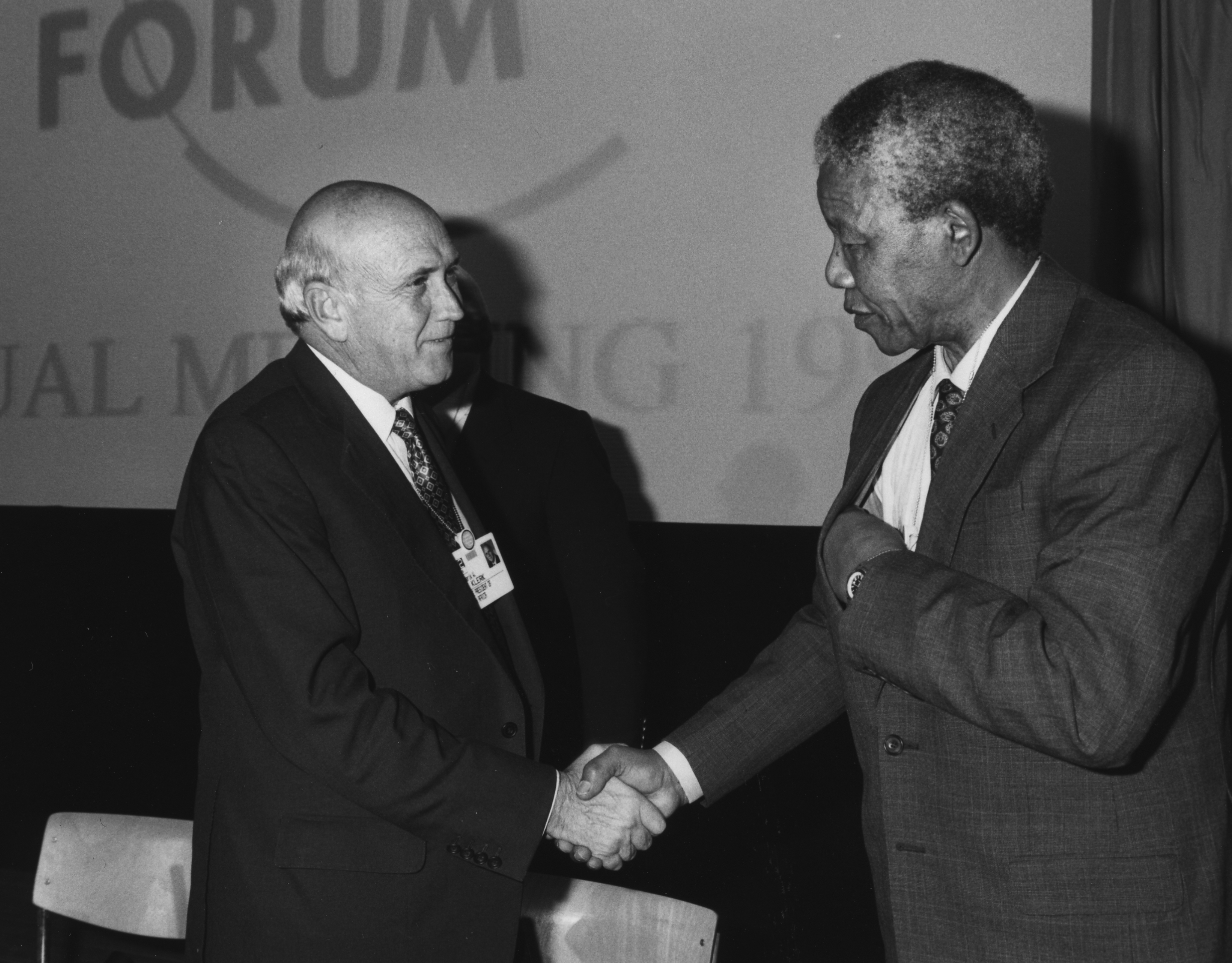
Frederik de Klerk y Nelson Mandela se estrechan la mano durante la Asamblea Anual del Foro Económico Mundial realizado en Davos en enero de 1992.

El Foro Administrativo de Europa cambió su nombre a Foro Económico Mundial en 1987. De esta manera, se buscaba ampliar la visión aún más a fin de incluir una plataforma para resolver conflictos internacionales. Los líderes políticos han utilizado Davos como una plataforma neutral para resolver sus diferencias. La Declaración de Davos fue firmada en 1988 por Grecia y Turquía que estaban al borde de la guerra. En 1992, el presidente de Sudáfrica Frederik de Klerk coincidió con Nelson Mandela y Mangosuthu Buthelezi en la Asamblea Anual, la primera aparición conjunta fuera de Sudáfrica. En la Asamblea Anual de 1994, el ministro de Asuntos Externos de Israel, Shimon Peres, y el presidente de la Organización para la Liberación de Palestina, Yasser Arafat, lograron un acuerdo preliminar sobre Gaza y Jericho. En 2008, Bill Gates brindó el discurso de apertura sobre el «capitalismo creativo»: el tipo de capitalismo que funciona para generar ganancias y resolver las injusticias del mundo, utilizando las fuerzas del mercado para tratar de mejor manera las necesidades de los pobres.

## Crítica
A finales de la década de 1990, el Foro, y también el G7, el Banco Mundial, la Organización Mundial de Comercio y el FMI, recibieron fuertes críticas de parte de los activistas contra la globalización que afirmaban que el capitalismo y la globalización estaban acrecentando la pobreza y destruyendo el medioambiente. 1500 manifestantes interrumpieron el Foro Económico Mundial en Melbourne, Australia y obstruyeron el paso de 200 delegados a la asamblea. En Davos se realizan manifestaciones en reiteradas ocasiones para manifestarse contra la asamblea de «gatos gordos en la nieve», como la denominó el cantante de rock Bono.
En enero de 2000, 1000 manifestantes marcharon en Davos y durante la manifestación se destrozaron las vidrieras del local de McDonald's. Las estrictas medidas de seguridad en Davos han evitado que los manifestantes puedan acceder al complejo turístico de los Alpes y ahora muchas manifestaciones se realizan en Zúrich, Berna o Basilea. Los costes de las medidas de seguridad, que son compartidos por el Foro, los cantones suizos y las autoridades nacionales, también han recibido críticas frecuentes de parte de los medios nacionales suizos.
A partir de la Asamblea Anual de enero de 2003 en Davos, se realiza en paralelo el Foro abierto de Davos y la Asamblea Anual abre el debate sobre la globalización al público en general. El Foro Abierto se ha realizado en colegios secundarios locales cada año y ha contado con la participación de líderes empresariales y políticos de primera línea. Además, se encuentra abierto a todos los miembros del público sin cargo.
La Asamblea Anual también ha sido menospreciada por ser una «combinación de pompa y lugares comunes» y ha recibido críticas por dejar los asuntos económicos importantes y tratar temas de poca importancia. En lugar de analizar la economía mundial con expertos en el tema, además de participantes clave del ámbito empresarial y político, Davos ahora presenta las causas políticas diarias de los principales medios de comunicación (como el cambio climático global y el SIDA en África).

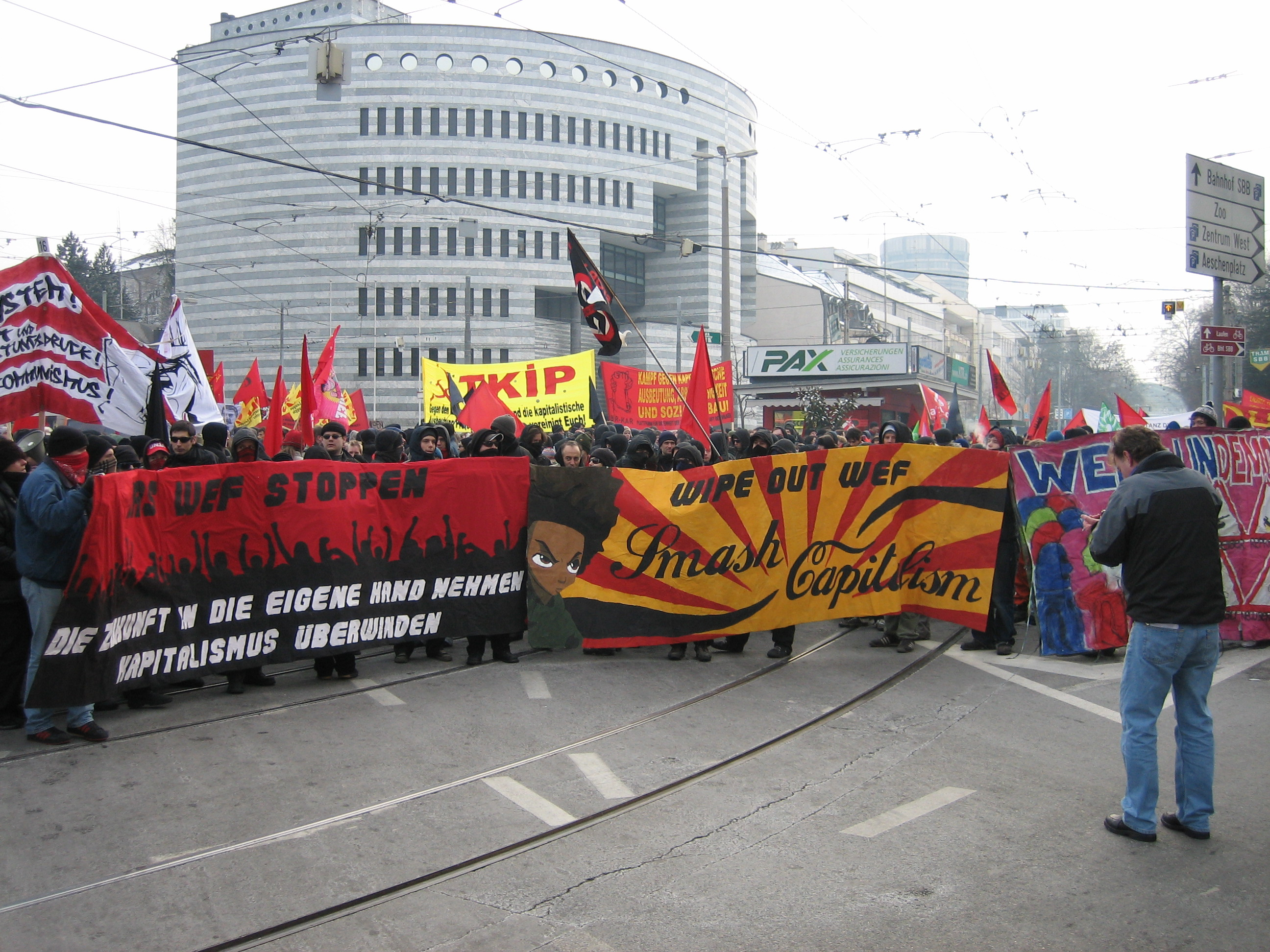
Marcha de protesta contra el FEM en Basilea, 2006.

### Protestas físicas
A finales de la década de 1990, el FEM, junto con el G7, el Banco Mundial, la Organización Mundial del Comercio y el Fondo Monetario Internacional, fue objeto de fuertes críticas por parte de activistas antiglobalización que afirmaban que el capitalismo y la globalización estaban aumentando la pobreza y destruyendo el medio ambiente. Unos diez mil manifestantes interrumpieron una reunión regional del Foro Económico Mundial en Melbourne, obstruyendo el paso de doscientos delegados a la reunión. La mayoría de los años, pero no todos, se celebran pequeñas manifestaciones en Davos, organizadas por el Partido Verde local (como las protestas contra el FEM en Suiza de enero de 2003, para protestar contra lo que se ha denominado las reuniones de «gatos gordos en la nieve», un término irónico utilizado por el cantante de rock Bono.
Después de 2014, el movimiento de protesta física contra el Foro Económico Mundial se extinguió en gran medida, y la policía suiza observó un importante descenso en la asistencia de manifestantes, 20 como máximo durante la reunión de 2016. Aunque los manifestantes siguen siendo más numerosos en las grandes ciudades suizas, el movimiento de protesta en sí ha sufrido un cambio significativo. Alrededor de 150 tibetanos y uigures protestaron en Ginebra y 400 tibetanos en Berna contra la visita del líder supremo de China, el dictador Xi Jinping para la reunión de 2017, con posteriores enfrentamientos y detenciones.

### Crecientes diferencias de riqueza
Varias ONG han aprovechado el Foro Económico Mundial para poner de manifiesto las crecientes desigualdades y brechas de riqueza, que consideran que no se abordan con la suficiente amplitud o incluso se refuerzan a través de instituciones como el FEM. Winnie Byanyima, directora ejecutiva de la confederación de lucha contra la pobreza Oxfam Internacional copresidió la reunión de 2015, en la que presentó un informe crítico de la distribución de la riqueza mundial basado en una investigación estadística del Credit Suisse Research Institute. En este estudio, el uno por ciento de las personas más ricas del mundo posee el cuarenta y ocho por ciento de la riqueza mundial. En la reunión de 2019, presentó otro informe en el que afirmaba que la brecha entre ricos y pobres no ha hecho más que aumentar. El informe Bien público o riqueza privada afirmaba que 2200 multimillonarios de todo el mundo vieron crecer su riqueza en un 12 %, mientras que la mitad más pobre vio caer su riqueza en un 11 %. Oxfam pide una revisión fiscal global para aumentar y armonizar los tipos impositivos mundiales para las empresas y las personas ricas.

### Formación de una élite desvinculada
La formación de una élite desvinculada, que a menudo se etiquetan a través del neologismo «Hombre de Davos», se refiere a un grupo global cuyos miembros se ven a sí mismos como completamente «internacionales». El término se refiere a personas que «tienen poca necesidad de lealtad nacional, ven las fronteras nacionales como obstáculos que afortunadamente están desapareciendo, y ven a los gobiernos nacionales como residuos del pasado cuya única función útil es facilitar las operaciones globales de la élite», según el politólogo Samuel P. Huntington, a quien se atribuye la invención del neologismo. En su artículo de 2004 «Dead Souls: The Denationalization of the American Elite», Huntington argumenta que esta perspectiva internacional es una posición elitista minoritaria no compartida por la mayoría nacionalista del pueblo.
El Transnational Institute describe el objetivo principal del Foro Económico Mundial como «funcionar como una institución socializadora para la élite global emergente, la «mafiocracia» de la globalización formada por banqueros, industriales, oligarcas, tecnócratas y políticos. Promueven ideas comunes y sirven a intereses comunes: los suyos».
En 2019, el periodista de Manager Magazin Henrik Müller argumentó que el «Hombre de Davos» ya había decaído en diferentes grupos y campos. Él ve tres motores centrales para este desarrollo:
- Ideológicamente: el modelo liberal occidental ya no se considera un modelo universal al que aspiran otros países (con el totalitarismo digital de China o el absolutismo tradicional en el Golfo Pérsico como contrapropuestas, todas ellas representadas por miembros del gobierno en Davos).
- Socialmente: las sociedades se desintegran cada vez más en diferentes grupos, cada uno de los cuales evoca su propia identidad (por ejemplo, encarnada a través del voto del Brexit o los bloqueos del Congreso en los Estados Unidos).
- Económicamente: la realidad económica medida contradice en gran medida las ideas establecidas sobre cómo debería funcionar la economía (a pesar de los repuntes económicos, los salarios y los precios, por ejemplo, apenas suben).

### Coste público de la seguridad

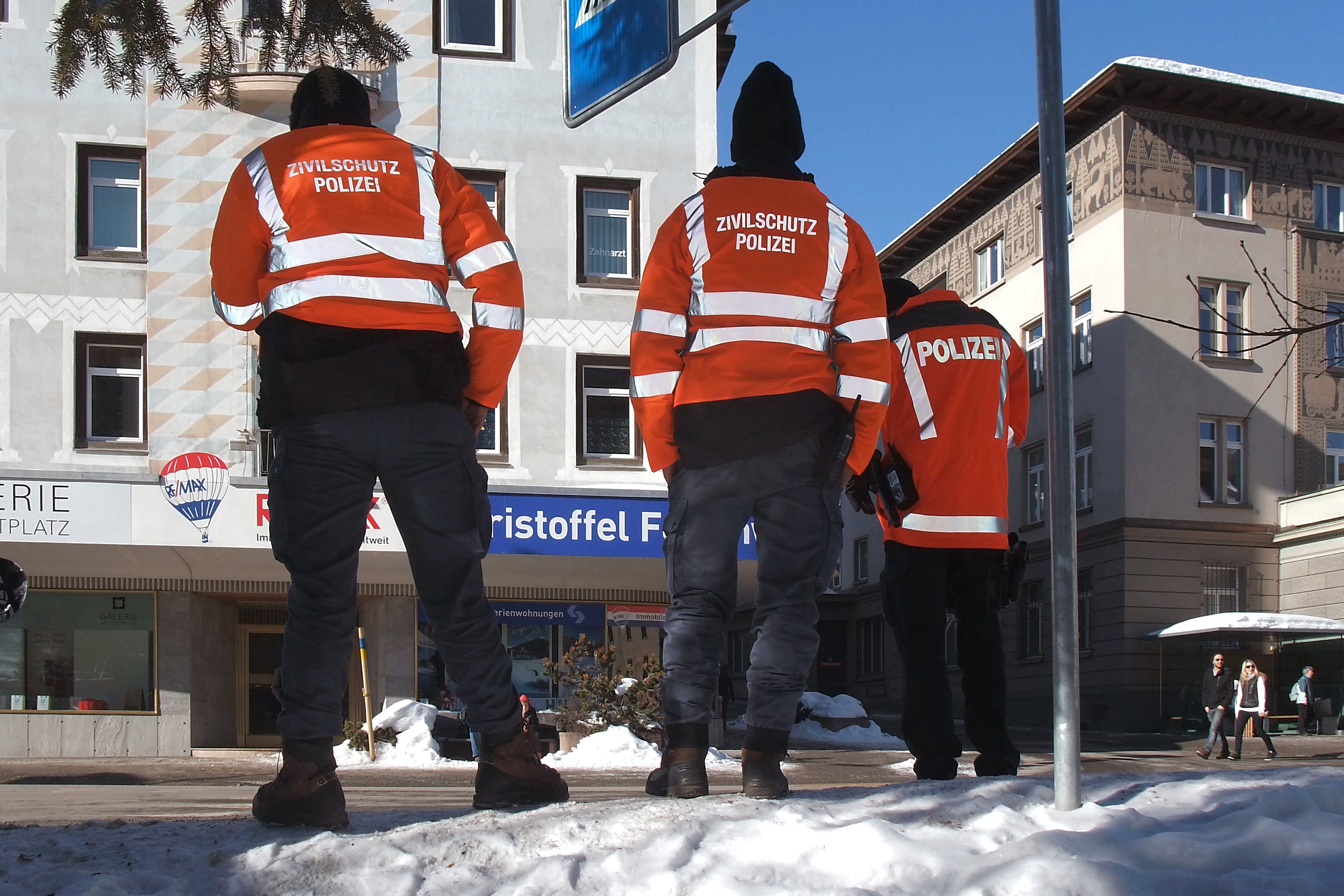
La Policía de Defensa Civil de los Grisones durante la reunión anual de 2013 en Davos.

Los críticos sostienen que el FEM, a pesar de contar con reservas de varios cientos de millones de francos suizos y de pagar a sus ejecutivos sueldos de alrededor de un millón de francos suizos al año, no pagaría ningún impuesto federal y, además, destinaría una parte de sus costes al público. Tras las críticas masivas de los políticos y de la sociedad civil suiza, el gobierno federal suizo decidió en febrero de 2021 reducir sus contribuciones anuales al FEM.
En 2018, los gastos policiales y militares soportados por el Gobierno Federal ascendían a 39 millones de francos suizos. El Aargauer Zeitung sostenía en enero de 2020 que el coste adicional soportado por el Kanton Graubünden se situaba en 9 millones de francos suizos al año.
El Partido Verde suizo resumió sus críticas en el Consejo Nacional Suizo en que la celebración del Foro Económico Mundial ha costado a los contribuyentes suizos cientos de millones de francos suizos en las últimas décadas. Sin embargo, en su opinión, era cuestionable hasta qué punto la población suiza o la comunidad mundial se benefician de estos gastos.

### Debate de género
Según algunos críticos, las mujeres han estado muy poco representadas en el FEM. La tasa de participación femenina en el FEM aumentó del 9 % al 15 % entre 2001 y 2005. En 2016, el 18 % de los asistentes al FEM eran mujeres; esta cifra aumentó al 21 % en 2017, y al 24 % en 2020.
Varias mujeres han compartido desde entonces sus impresiones personales sobre las reuniones de Davos en artículos de medios de comunicación, destacando que los temas eran más profundos que «una cuota en Davos para líderes femeninas o una sesión sobre diversidad e inclusión». En este contexto, el Foro Económico Mundial ha presentado denuncias legales contra al menos tres artículos de investigación de los reporteros Katie Gibbons y Billy Kenber que fueron publicados por el periódico británico The Times en marzo de 2020.

### Toma de decisiones antidemocrática
Según el think tank del Parlamento Europeo, los críticos consideran que el FEM es un instrumento para que los líderes políticos y empresariales «tomen decisiones sin tener que rendir cuentas a sus electores o accionistas».
Desde 2009, el FEM ha estado trabajando en un proyecto llamado Iniciativa de Rediseño Global (GRI), que propone una transición desde la toma de decisiones intergubernamentales hacia un sistema de gobernanza de múltiples partes interesadas. Según el Instituto Transnacional (TNI), el Foro planea, por tanto, sustituir un modelo democrático reconocido por un modelo en el que un grupo autoseleccionado de «partes interesadas» tome decisiones en nombre del pueblo.
Algunos críticos han considerado que la atención del FEM a objetivos como la protección del medio ambiente y el emprendimiento social es un mero escaparate para disfrazar su verdadera naturaleza y objetivos plutocráticos. En un artículo de opinión de The Guardian, Cas Mudde dijo que esos plutócratas no deberían ser el grupo que tuviera el control de las agendas políticas y decidiera en qué temas centrarse y cómo apoyarlos. Un escritor de la revista alemana Cicero veía la situación como si las élites académicas, culturales, mediáticas y económicas se aferraran al poder social mientras despreciaban los procesos de decisión política. Un medio materialmente bien dotado trataría en este contexto de «cimentar su dominio de la opinión y sedar al pueblo llano con prestaciones sociales maternalistas-paternalistas, para que no sea molestado por el pueblo llano cuando gobierne». El francés Les Échos concluye además que Davos «representa los valores exactos que la gente rechazó en las urnas».

### Falta de transparencia financiera
En 2017, el antiguo periodista de Frankfurter Allgemeine Zeitung Jürgen Dunsch criticó que los informes financieros de la FEM eran poco transparentes, ya que no se desglosaban ni los ingresos ni los gastos. Además, esbozó que el capital de la fundación no estaba cuantificado mientras que los aparentemente nada despreciables beneficios serían reinvertidos.
Los recientes informes anuales publicados por el FEM incluyen un desglose más detallado de sus finanzas e indican unos ingresos de 349 millones de francos suizos para el año 2019, con unas reservas de 310 millones de francos suizos y un capital fundacional de 34 millones de francos suizos. No se ofrecen más detalles sobre a qué clases de activos o nombres individuales asigna el FEM sus activos financieros de 261 millones de francos suizos.
El periódico alemán Süddeutsche Zeitung criticó en este contexto que el FEM se había convertido en una «máquina de imprimir dinero», que se gestiona como una empresa familiar y constituye una forma cómoda de ganarse la vida para su personal clave. El fundador de la fundación, Klaus Schwab, cobra un sueldo de alrededor de un millón de francos suizos al año.

### Criterios de selección poco claros
En una petición al Consejo Nacional Suizo, el Partido Verde suizo criticó que las invitaciones a la reunión anual y a los programas del Foro Económico Mundial se hacen según criterios poco claros. Destacan que «déspotas» como el hijo del ex dictador libio Saif al-Islam al-Gaddafi han sido invitados al FEM e incluso se les ha concedido la membresía en el club de Jóvenes Líderes Globales. Incluso tras el inicio de la Primavera Árabe en diciembre de 2010 y los correspondientes levantamientos violentos contra los regímenes déspotas, el FEM siguió invitando a Gadafi a su reunión anual.

### Huella medioambiental de las reuniones anuales
Los críticos subrayan que la reunión anual del Foro Económico Mundial es contraproducente a la hora de combatir problemas acuciantes de la humanidad como la crisis climática. Incluso en 2020, los participantes viajaron a la reunión anual del FEM en Davos en alrededor de 1300 aviones privados, mientras que la carga total de emisiones del transporte y el alojamiento fue enorme, en su opinión.

### Captura corporativa de las instituciones globales y democráticas
El informe Global Redesign del Foro Económico Mundial sugiere crear unas Naciones Unidas «público-privadas» (ONU) en la que organismos seleccionados operen y dirijan las agendas globales bajo sistemas de gobernanza compartidos. Afirma que la mejor manera de gestionar un mundo globalizado es mediante una coalición de empresas multinacionaless, gobiernoss y organizaciones de la sociedad civils (OSCs), que se expresa a través de iniciativas como el Great Reset y el Global Redesign.
En septiembre de 2019, más de 400 organizaciones de la sociedad civil y 40 redes internacionales criticaron duramente un acuerdo de colaboración entre el FEM y las Naciones Unidas y pidieron al Secretario General de la ONU que lo pusiera fin. Consideran que dicho acuerdo es una «inquietante captura corporativa de la ONU, que mueve al mundo peligrosamente hacia una gobernanza global privatizada». El think tank Dutch Transnational Institute resume que estamos entrando cada vez más en un mundo en el que las reuniones como Davos son «un silencioso golpe de estado global» para capturar la gobernanza.

### No acreditación de medios de comunicación críticos
En 2019, el periódico suizo WOZ recibió una negativa a su solicitud de acreditación para la Reunión Anual con los editores y posteriormente acusó al Foro Económico Mundial de favorecer a determinados medios de comunicación. El periódico destacó que el FEM declaró en su mensaje de denegación que [el Foro] prefiere los medios de comunicación con los que trabaja a lo largo del año. El subdirector de WOZ, Yves Wegelin, calificó esta idea de periodismo extraña, porque en «el periodismo no hay que trabajar necesariamente con las grandes empresas, sino criticarlas».
Michael Burkard, secretario general de la asociación profesional de periodistas suizos Impressum, criticó la decisión del FEM como «muy preocupante». Ve el riesgo de que otras empresas que operan en zonas expuestas copien esta estrategia y nieguen a los periodistas críticos el acceso a sus asambleas generales u otros actos informativos, en caso de que el FEM se salga con la suya.[cita requerida]

### Iniciativas de blanqueo institucional
En un artículo de diciembre de 2020 de The Intercept, la autora Naomi Klein describió que las iniciativas del FEM, como el Gran Reajuste, eran simplemente un «cambio de imagen con temática de coronavirus» de cosas que el FEM ya estaba haciendo y que era un intento de los ricos de quedar bien. Llega a la conclusión de que el Gran Reajuste no era más que la última edición de esta tradición dorada, apenas distinguible de las anteriores Grandes Ideas de Davos.
Asimismo, en su reseña de COVID-19: The Great Reset, el especialista en ética Steven Umbrello realiza críticas paralelas al programa. Dice que el FEM «blanquea un futuro aparentemente optimista después del Gran Reajuste con palabras de moda como equidad y sostenibilidad», mientras que funcionalmente pone en peligro esos objetivos.
Un estudio publicado en el Journal of Consumer Research investigó el impacto sociológico del FEM. Llegó a la conclusión de que el FEM no resuelve problemas como la pobreza, el calentamiento global, las enfermedades crónicas o la deuda. Según el estudio, el Foro se ha limitado a trasladar la carga de la solución de estos problemas desde los gobiernos y las empresas a los «sujetos consumidores responsables: el consumidor ecológico, el consumidor consciente de la salud y el consumidor con conocimientos financieros».

## Publicación de informes e investigaciones
El FEM produce y publica los resultados de varias investigaciones sobre economía, generalmente relacionadas con índices desarrollados por el propio FEM para permitir comparaciones de las ventajas competitivas entre los países evaluados:
- El informe anual de Competitividad Global publicado desde 1979.[98]
- El informe anual de Competitividad para Viajes y Turismo, conocido también como Competitividad Turística, publicado a partir de 2007.[99][100]
- El Informe Global de Tecnología de la Información, publicado anualmente desde 2001, en el cual se presenta una evaluación de los países con base en el Índice de Conectividad (en inglés: Networked Readiness Index).[101]
- El informe relativo al Índice de Atracción de Inversiones Privadas en Infraestructura (en inglés: The Infrastructure Private Investment Attractiveness Index), estimado para doce economías América Latina.[102]
- El informe de Competitividad de África, para veintinueve países africanos, publicado en 2003 y 2007.[103]
- El informe de Competitividad del Mundo Árabe de 2007, para trece economías árabes.[104]